# Эррера, Хосе Хоакин де
Хосе Хоакин де Эррера (исп. José Joaquín de Herrera; 23 февраля 1792 — 10 февраля 1854) — умеренный мексиканский политик, трижды занимал должность президента Республики (в 1844, 1844-45 и 1848-51 годах) и служил генералом мексиканской армии во время Американо-мексиканской войны.
В 1844 году генерал Валентин Каналисо, президент Государственного Совета, был назначен временно исполняющим обязанности президента Мексики вместо Антонио Лопеса Санта-Анны. Однако, в связи с тем, что Канализо на момент назначения на должность не находился в Мехико, Хоакин де Эррера приступил к исполнению обязанностей временного президента до прибытия назначенного президента в столицу. Хоакин де Эррера исполнял обязанности временного президента с 12 по 21 сентября 1844 г.